# Sansevieria zeylanica
Sansevieria zeylanica là một loài thực vật có hoa trong họ Măng tây. Loài này được (L.) Willd. miêu tả khoa học đầu tiên năm 1799.

## Hình ảnh

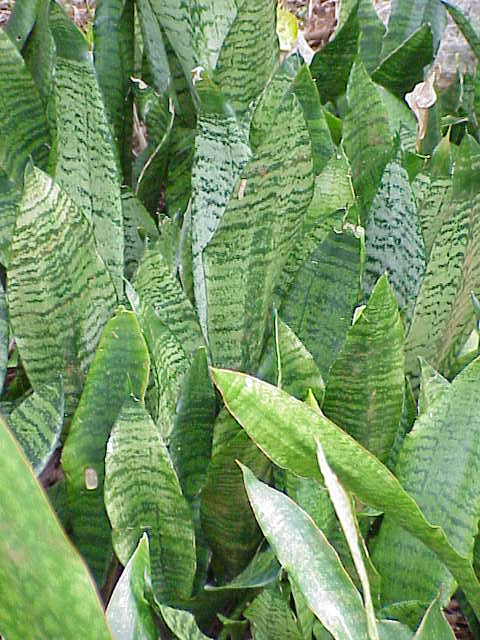
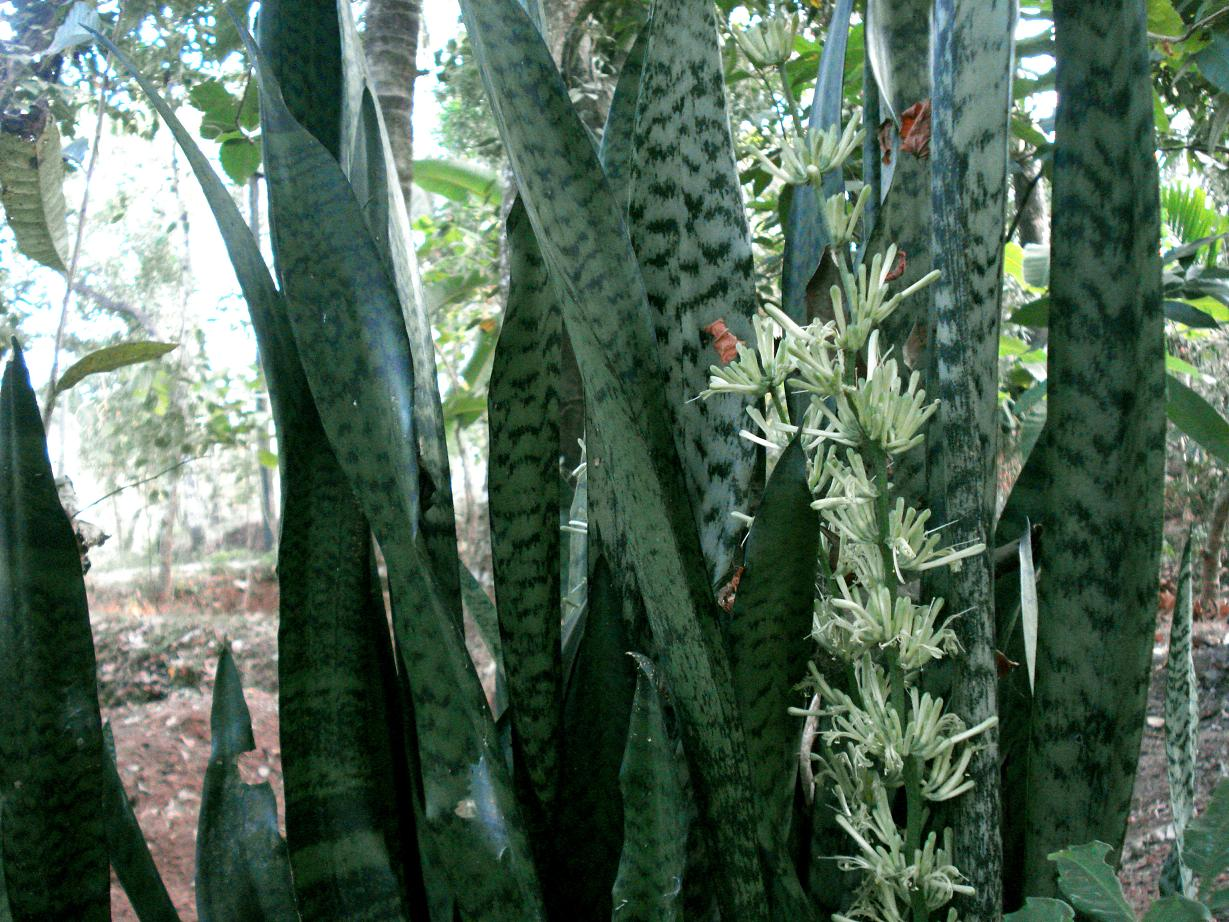
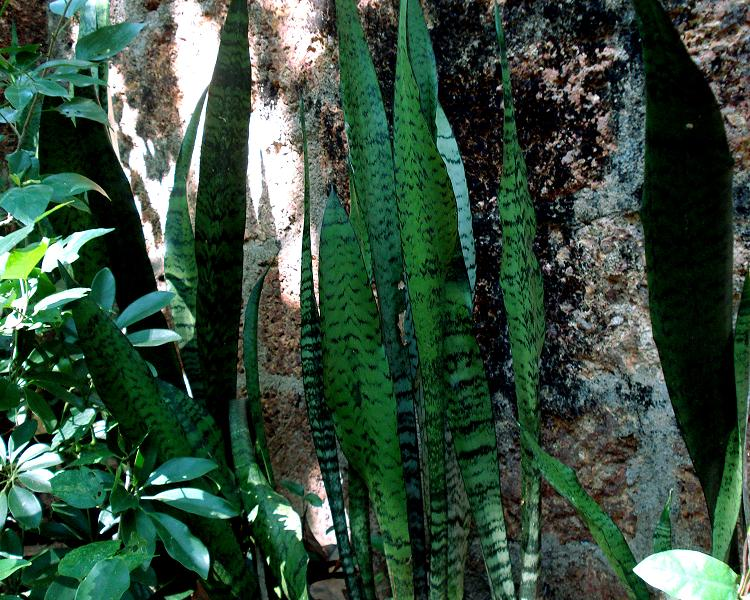
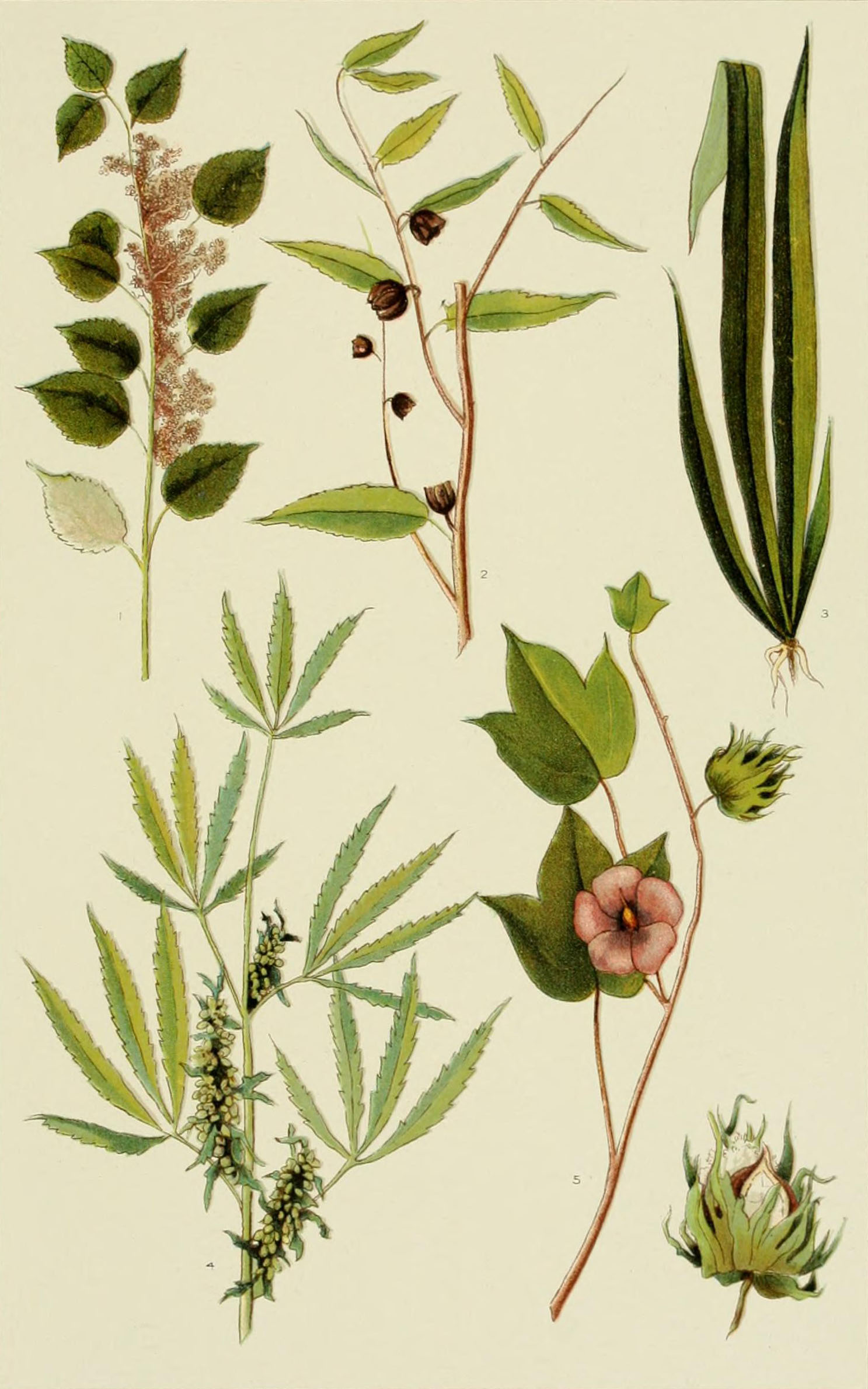